# تاسوس بابادوبولوس
تاسوس بابادوبولوس (باليونانية: Τάσσος Παπαδόπουλος)‏ (7 يناير 1934 - 12 ديسمبر 2008) سياسي قبرصي. انتخب رئيساً لجمهورية قبرص في الفترة من 28 فبراير 2003 إلى 28 فبراير 2008 الرئيس الخامس لها.
والده، نيكولا، يعمل مدرسا فيما كانت والدته ربة منزل من قرية Assia. كان الأبن الأول من ثلاثة أطفال. شقيقته Nitsa هي 8 سنوات وشقيقه الأصغر بانوس، 10 عاما الأصغر. بابادوبولوس الذي قضى في التعليم الابتدائي وآيوس المدارس الابتدائية في نيقوسيا. ثم شارك في التعليم الثانوي في عموم الجيمنازيوم. والده الذي شمل دائرة المحامين والقضاة، وكانت مؤثرة على مستقبله الوظيفي، وذهب لدراسة القانون في كلية كينغز في لندن.
حياته في لندن، من شأنه أن يثبت أن له دور محوري في الحياة السياسية المقبلة. في السنة الثانية من دراسته أنه عاشا معا مع سبيروس كيبريانو (محام ورئيس بلدية نيقوسيا في المستقبل) وكلاهما قد بدأت في الحياة السياسية من خلال تأسيس (قصيرة للاتحاد الوطني لطلبة من القبارصة في إنجلترا).

## حياتة السياسية
عاد بابادوبولوس إلى قبرص في 20 مارس 1955، قبل عشرة أيام من بدء الكفاح المسلح ضد الاستعمار البريطاني. في البداية انضم EOKA الإقليمية، وأصبح رئيس العمليات في نيقوسيا، في حين وقد وقعوا في الأسر. قريبا غير أنه بدأ تنفيذ البرنامج في PEKA، الذراع السياسية للEOKA العصابات المنظمة. في عام 1958 (24 عاما)، أصبح الأمين العام.
شارك في مؤتمر لندن في 1959 وكان واحدا من اثنين من المندوبين (أكيل جانب المندوبين) الذين صوّتوا ضد التوقيع على اتفاقي لندن وزيورخ. وكان أيضا واحدا من أربعة ممثلين للجانب القبرصي اليوناني في اللجنة الدستورية التي صاغت دستور جمهورية قبرص .

## التعيينات الوزارية
بعد الاستقلال، عاد هو والذين تتراوح أعمارهم بين 25 إلى بلده مفاجأة، ثم عُيّن وزيرا في أول حكومة مؤقتة وزير الداخلية وبعد فترة وجيزة منصب وزير العمل. [3]) وكان أصغر عضو في الحكومة الجديدة، ويظل أصغر وزير للعمل في القبرصية الحكومة ([4]. لذلك بعد 12 عاما على التوالي، كما كان وزير الداخلية ووزير المالية ووزير العمل والتأمينات الاجتماعية، وزير الصحة وزير الزراعة والموارد الطبيعية.

## الحزب المتحد
في الرأي مع زعيم في وقت لاحق أنه استقال من الحزب في عام 1969 شارك في تأسيس الحزب المتحد (Eniaion Komma) المنحازة لطرف وداعمة مكاريوس. غلافكوس كليريديس في حين أصبح رئيسا لبابادوبولوس بقي نائبا لرئيس الحزب. في الانتخابات البرلمانية التي عِقدت في 15 يوليو عام 1970 وانتخب عضوا في مجلس النواب، والوقوف Eniaion بوصفه مرشح الحزب لنيقوسيا انتخابية. ومع ذلك، وبعد اختلاف.

## 1974 انقلاب
في عام 1974 وكان بابادوبولوس في السجن من قبل القوات العسكرية المسؤولة عن الانقلاب. مكاريوس تابعة لمجلس الوزراء الذي جعله هدفا رئيسيا، وكان اعتقلوا في فاماغوستا حيث كان في السجن. وأفرج عنه مساء أول قبل الغزو التركي لقبرص.

## أدوار أخرى
أعيد انتخابه في انتخابات 5 سبتمبر 1976. في الفترة من 22 يوليو، 20 سبتمبر، 1976 شغل منصب رئيس مجلس النواب. في 19 أيار / مايو 1991 الانتخابات البرلمانية وانتخب عضوا في مجلس النواب، وشغل منصب المستشار الأول للممثل القبارصة اليونانيين الجانب في المحادثات، Glafkos Klerides حتى نيسان / أبريل 1976 وبعد توليه هذا المنصب لنفسه، ويعملون حتى تموز / يوليو 1978. انه ينتمي إلى قبرص في العديد من المؤتمرات الدولية، ولا سيما من المؤتمرات السنوية لمنظمة العمل الدولية ومنظمة العمل الدولية. وعلاوة على انه يمثل القبارصة اليونانيين في قبرص من جانب العديد من التوصيات الأخرى المقدمة في الأمم المتحدة ومجلس أوروبا.
حتى انتخابه انه يمارس القانون في نيقوسيا.
يقف كمرشح مستقل والترشح للحزب الديمقراطي في نيقوسيا انتخابية. واعيد انتخابه يوم 26 أيار / مايو

## الحزب الديمقراطي
يوم 7 تشرين الأول / أكتوبر 2000، انتخب بالتزكية، كما قال رئيس الحزب الديموقراطي خلال المؤتمر في الانتخابات التاريخية التي مؤسس الحزب، وسبيروس كيبريانو، وقفت. في 27 أيار / مايو 2001 الانتخابات انه اعيد انتخابه على رأس الحزب الديموقراطي التذاكر.
كان عضوا في المجلس الوطني، رئيس اللجنة البرلمانية الدائمة للشؤون الأوروبية وعضو لجنة اختيار، ولجنة الشؤون المالية والمتعلقة بالميزانية. كما كان الرئيس المشارك للالمشتركة قبرص في الاتحاد الأوروبي لجنة برلمانية.

## من رئيس قبرص
أنه قرر خوض الانتخابات الرئاسية عام 2003 على أساس برنامج انتخابي في أن يتمكن من الحصول على صفقة أفضل خلال النزاع القبرصي من واجب Glafkos Klerides. إنه ليس فقط بدعم من حزبه، Diko، ولكن أيضا من الحزب اليساري الحزب الديمقراطي الاجتماعي وكيسوس.
بابادوبولوس تولى الرئاسة في 28 شباط / فبراير 2003 بعد فوزه في الجولة الأولى بأغلبية مع 51.51٪ من الأصوات.) وقبل استفتاء عام 2004 خطة عنان حث القبارصة اليونانيين على التصويت لا، معلنا «تلقيت دولة، وأنا لن يلقى المجتمع».
وكان بابادوبولوس مرشحا لولاية ثانية في منصبه في الانتخابات الرئاسية لعام 2008. في الجولة الأولى، التي عقدت في 17 فبراير، في المرتبة الثالثة، خلف كلاً من ديميتريس خريستوفياس وايوانيس كاسوليدس مع نحو 31.8 ٪ من الأصوات، وبالتالي القضاء عليها من الجولة الثانية. إنه يتمتع بميزة طفيفة في استطلاعات الرأي قبل الانتخابات والقضاء يعتبر مفاجأة. وقال إنه على الفور بهزيمته يوم الانتخاب .

## الأسرة
وهو متزوج من فوتيني ميكيليديس (من أسرة أناستاسيوس Leventis)، ولها أربعة أطفال: وConstantinos ماريا (من فوتيني السابقة للزواج مع Polykarpos Georkadjis)، وNikolas وأناستازيا

## وفاته
توفي بابادوبولوس في 12 ديسمبر 2008، الساعة 13:05 من سرطان الرئة ذي الخلية الصغيرة. وكان كثير التدخين. أعلن عن وفاته مدير وحدة الرعاية المركزة في المستشفى العام لنيقوسيا تيودور كبريانو. وكان بابادوبولوس قد نُقل إلى وحدة الرعاية المركزة في المستشفى العام في نيقوسيا في 22 نوفمبر/ تشرين الثاني، وتوفي بالمستشفى في 12 ديسمبر 2008، دفن وعملت جنازة في 15 ديسمبر/ كانون الأول ديسمبر في الساعة 11:00 صباحا في كنيسة في Agia صوفيا Strovolos، نيقوسيا.
في 12 ديسمبر 2009 ذكرى السنة الأولى من وفاته قام مجهولون بسرقة رفاته من قبره.

## روابط خارجية
- تاسوس بابادوبولوس على موقع الموسوعة البريطانية (الإنجليزية)
- تاسوس بابادوبولوس على موقع مونزينجر (الألمانية)
- تاسوس بابادوبولوس على موقع إن إن دي بي (الإنجليزية)